# Adolf Hausrath

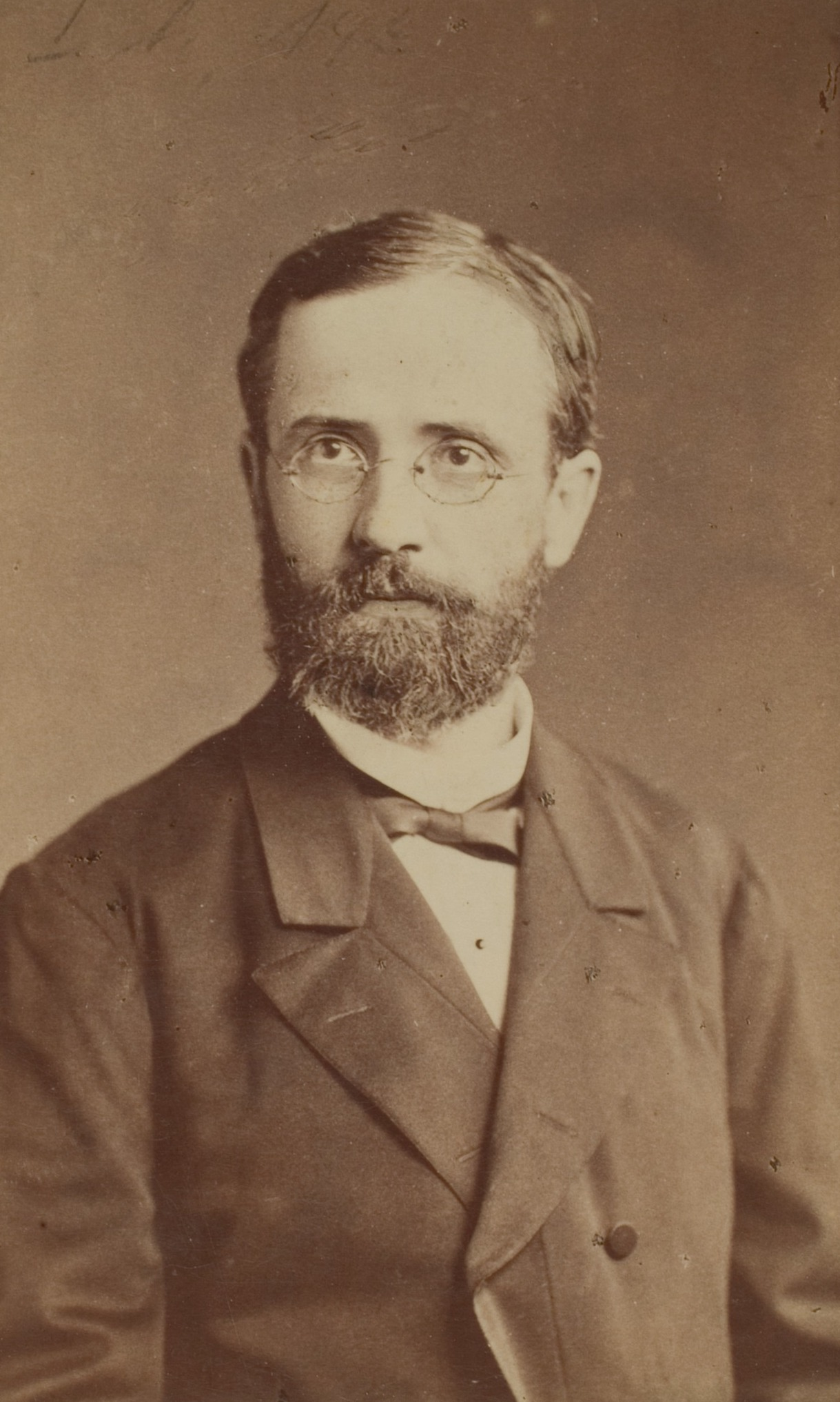
Adolf Hausrath

Adolf Hausrath (Pseudonym George Taylor; * 13. Januar 1837 in Karlsruhe; † 2. August 1909 in Heidelberg) war ein protestantischer Theologe und Schriftsteller. Hausrath galt neben Felix Dahn und Georg Ebers als Hauptvertreter des sogenannten Professorenromans.

## Leben
Sein Vater August Hausrath (1806–1847) war ein angesehener Prediger und, gemeinsam mit Carl Zittel und Emil Otto Schellenberg, Führer der liberalen Partei.

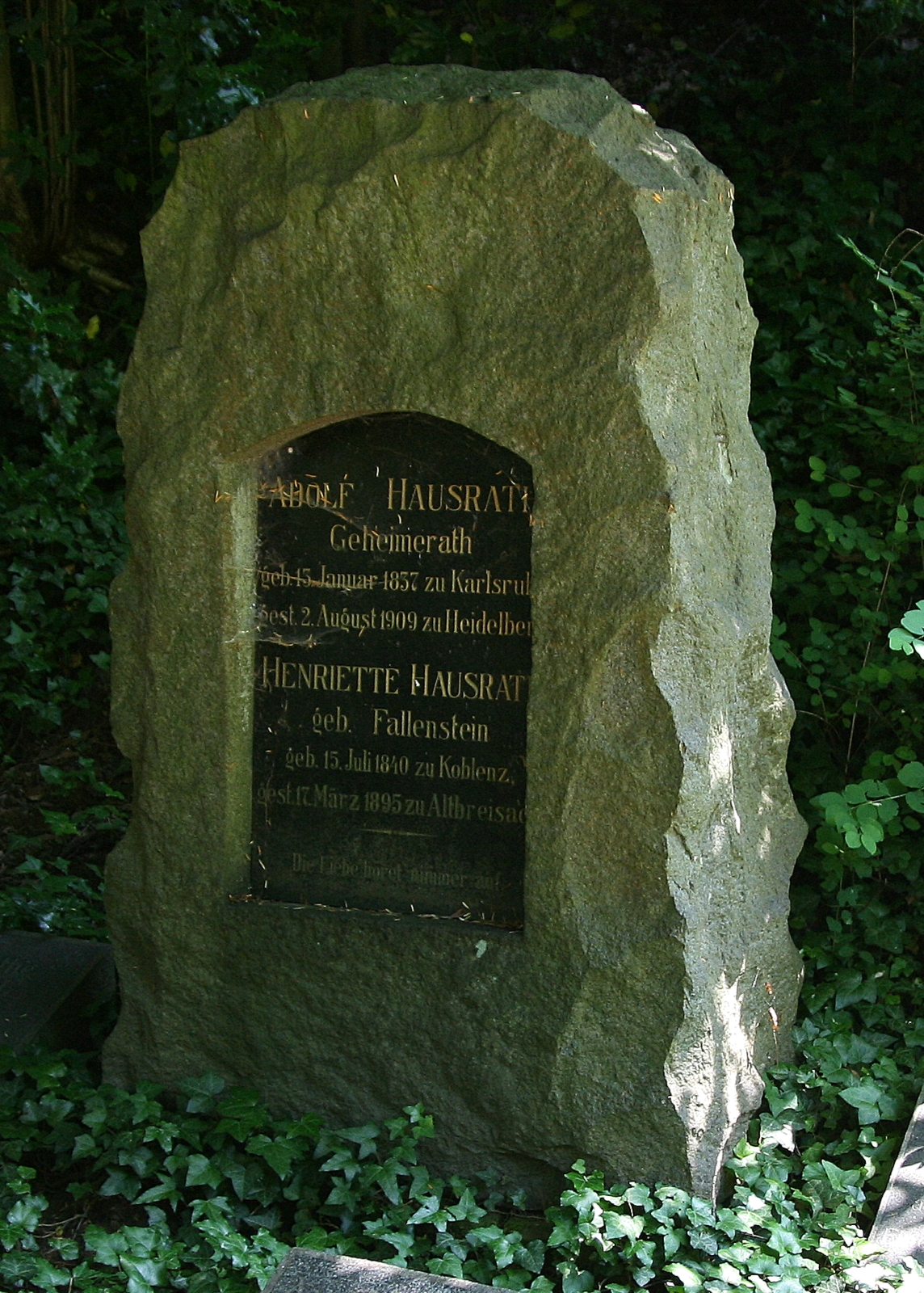
Ehrengrab von Adolph Hausrath auf dem Heidelberger Bergfriedhof in der Abt. D auf dem Professorenweg

Hausrath studierte Evangelische Theologie und Philosophie in Göttingen, Berlin, Jena und Heidelberg. Während seines Studiums in Jena wurde er 1856/57 Mitglied der Burschenschaft Arminia auf dem Burgkeller. Zu seinen akademischen Lehrern gehörten Johann Gustav Droysen, Karl August Hase und Kuno Fischer. 1861 promovierte er in Berlin zum Lic. theol. und wurde Vikar in Heidelberg, wo er sich 1862 habilitierte. 1864 wurde er Assessor im evangelischen Oberkirchenrat der badischen Kirche in Karlsruhe, 1867 außerordentlicher, 1872 ordentlicher Professor für neutestamentliche Exegese und Kirchengeschichte in Heidelberg. 1889 gehörte er als Vertreter der Universität Heidelberg der Ersten Kammer der Badischen Ständeversammlung an. Kurz vor seinem Tod wurde er als außerordentliches Mitglied in die Heidelberger Akademie der Wissenschaften aufgenommen.
1864 heiratete Hausrath eine Tochter des Regierungsbeamten und Schriftstellers Dr. phil. Georg Friedrich Fallenstein (1790–1853), Henriette Fallenstein (1840–1895), eine Schwester von Max Webers Mutter Helene (1844–1919) und von Hermann Baumgartens Frau Ida (1837–1899). Sie bekamen elf Kinder, von denen acht das Erwachsenenalter erreichten, darunter August (1865–1944) und Hans Hausrath (1866–1945). Bis zu seinem Tod lebte Hausrath mit seiner Familie in der Villa Fallenstein, Ziegelhäuser Landstraße 17; ihm folgten als Mieter Max und Marianne Weber. Bestattet wurde er, wie auch seine Ehefrau, auf dem Bergfriedhof (Heidelberg).

## Werk und Bedeutung
Hausrath war kirchlich wie politisch ein dezidierter Liberaler. Unter dem Einfluss seiner Heidelberger Lehrer Richard Rothe (über den er eine Biographie verfasste) und Ludwig Häusser beteiligte er sich an der Gründung des Deutschen Protestantenvereins und wurde dessen erster Sekretär. Seine neutestamentlichen und kirchengeschichtlichen Arbeiten sind vorwiegend biographischer Natur (die breiteste Verbreitung hatte eine populäre Biographie Martin Luthers). Ihr wissenschaftlicher Wert ist begrenzt; dafür zeichnen sie sich, wie auch Hausraths Romane, durch psychologische Einfühlung aus. Wie Heinrich von Treitschke (dessen Biographie er ebenfalls schrieb) sah er den Protestantismus als Leitkultur des Kaiserreichs an; dagegen bekämpfte er Katholizismus und Sozialdemokratie. Von antisemitischen Zügen sind Hausraths Schriften nicht frei.

## Ehrungen
- 1869 verlieh die  Evangelisch-Theologische Fakultät der Universität Wien Adolf Hausrath die Ehrendoktorwürde in Theologie.
- 1903 wurde ihm von der Philosophischen Fakultät der Universität Heidelberg die Ehrendoktorwürde verliehen.
- 1906 ernannte ihn Großherzog Friedrich I. von Baden zum Geheimrat.
- 1907, anlässlich seines siebzigsten Geburtstages, wurde ihm von der Stadt Heidelberg die Ehrenbürgerwürde verliehen.

## Werke (Auswahl)
- Der Ketzermeister Konrad von Marburg. Groos, Heidelberg 1861. (Digitalisat)
- Neutestamentliche Zeitgeschichte (2. Aufl., Heidelberg 1877–79, 4 Bde., woraus sein Werk Der Apostel Paulus (2. Aufl., 1872) einen Ausschnitt bildet)
- Religiöse Reden und Betrachtungen. Leipzig 1873; 2. Aufl. 1882.
- David Friedrich Strauß und die Theologie seiner Zeit. Heidelberg 1877–78, 2 Bde.
- Kleine Schriften religionsgeschichtlichen Inhalts. Leipzig 1883.
- Peter Abälard. Leipzig 1893.
- Weltverbesserer im Mittelalter. Leipzig 1895.
- Geschichte der theologischen Facultät zu Heidelberg im 19. Jahrhundert. Heidelberg 1901.
- Zur Erinnerung an Heinrich von Treitschke. Alte Bekannte. Gedächtnisblätter II, Leipzig 1901 (Englisch: The Life of Treitschke. In: Treitschke: his life and works. Translated into English for the first time. London : Jarrold, 1914)
- Richard Rothe und seine Freunde. 2 Bde., Berlin 1902–1906.
- Luthers Leben. Berlin 1904.

Unter dem Pseudonym George Taylor erschienen von ihm die historischen Romane:
- Antinous (Leipzig 1880, 6. Aufl. 1886);
- Klytia (Leipzig 1883, 5. Aufl. 1884);
- Jetta (Leipzig 1884);
- Elfriede (Leipzig 1885);
- Pater Maternus (Leipzig 1898);
- Potamiäna (Stuttgart 1901).